# Deppea tenuiflora
Deppea tenuiflora är en måreväxtart som beskrevs av George Bentham. Deppea tenuiflora ingår i släktet Deppea och familjen måreväxter. Inga underarter finns listade i Catalogue of Life.